# 巴西頰脂鯉
巴西頰脂鯉（学名：Apareiodon itapicuruensis），為輻鰭魚綱脂鯉目脂鯉亞目下口半脂鯉科的其中一個種，分布於南美洲巴西巴伊亞的淡水流域，體長可達8.6公分，棲息在底中層水域，生活習性不明。